# Moisè Cecconi
Moisè Cecconi (19. února 1870 Iolo, Toskánsko – 25. září 1963 Prato) byl italský spisovatel a dramatik.

## Životopis
Narodil se v Iolo (nyní součást Prata) v bohaté a zámožné rodině Cesare Cecconiho (1847–1893) a Caroliny roz. Bauchiero, která vlastnila půdu a přádelnu hedvábí. Měl bratra Anatolla (1867) a bratrance Ardenga Sofficiho. Cecconi byl dvakrát ženatý: poprvé v roce 1900 s Marií Luisou roz. Borchi (1884), která r. 1901 zemřela, podruhé v roce 1904 s Kanaďankou Caroline Le Liévre de Saint Remy (1884), se kterou měl syna Enrica (1917).
Po absolvování gymnaziálních studií na Convitto Cicognini v Pratu přerušil univerzitní studium literatury na univerzitě ve Florencii. Ve Florencii navštěvoval literární kruhy, kde se stýkal s Gabrielem D'Annunziem a Giovannim Pascolim. Žil také v Paříži a udržoval korespondenci s Émilem Zolou. Příležitostně spolupracoval s časopisem Il Marzocco a finančně se podílel na založení časopisu La Voce.
Cecconi byl více lyrik než epik, vydal několik beletristických děl: román a několik svazků povídek a také dramata, hraná v Miláně. Zemřel ve svém domě v Iolu 25. září 1963 ve věku 93 let. V Pratu po něm byla pojmenována ulice.

## Dílo

### V češtině
- Procházka parkem – in: 1000 nejkrásnějších novel... č. 56, úvod František Sekanina, ze sbírky Il Primo Bacio přeložil Josef Konopka, s. 7–22. Praha: J. R. Vilímek, 1913